# The Iguanas
The Iguanas war eine Musikgruppe aus Ann Arbor in Michigan. Sie erlangte Berühmtheit durch Iggy Pop, der Schlagzeuger und Sänger dieser Gruppe war.
Die Band wurde 1963 von Jim McLaughlin und Jim Osterberg alias Iggy Pop gegründet und präsentierte sich auf einer Jugend-Talent-Show der örtlichen Highschool zum ersten Mal der Öffentlichkeit. Prompt erhielt das Duo einen bezahlten Auftritt bei einer der Wochenendtanzveranstaltungen, wie sie in den USA der 1960er typisch waren.
Schon früh machte die Band instrumentale Demo-Aufnahmen im Heimstudio von Jim McLaughlins Vater. Mit dem Saxophonisten Sam Swisher bildete man später ein Trio, anschließend kamen die Bandmitglieder Don Swickerath (Bass) und Nick Kolokithas (Gitarre) hinzu. Schon 1964 war die Band eine kleine Lokalgröße, zog von Tanzparty zu Tanzparty und spielte in einigen Clubs. Anfang 1965 kam es zu weiteren Demo-Aufnahmen, darunter auch das erst später als Single veröffentlichte Lied Mona (Originalversion: Bo Diddley) und die erste bekannte Eigenkomposition Again And Again von Iggy Pop. Daraufhin trat die Band als Vorgruppe von The Kingsmen, Four Tops und The Shangri-Las auf. Es kam 1966 zur Veröffentlichung ihrer einzigen Single Mona auf dem extra für diese Single von der Band gegründeten Label Forte. Im gleichen Jahr verließ Iggy Pop die Band. Nachdem ein Plattenvertrag mit Columbia fehlschlug, löste sich die Band 1967 auf.
Dem Kult um Iggy Pop und The Stooges ist es wohl zu verdanken, dass 1996 ein komplettes Album auf dem Norton-Label erschien, das neben der Single auch Teile der Demo-Aufnahmen dieser Gruppe von 1963 bis 1964 kompiliert.